# Jacqui Katona
Jacqui Katona (* 1966 vermutlich in Canberra, Australien) ist eine Aborigine des Gundjehmi-Clans vom Aborigine-Stamm der Mirarr, die maßgeblich an der Kampagne gegen die Uranmine Jabiluka im Northern Territory mit Yvonne Margarula beteiligt war. 
Jacqui Katona wuchs nicht im Outback auf, sondern lebte in Cabramurra, Canberra und Hobart und besuchte das australische Bildungssystem. Sie hat eine Mutter, die von den Aborigines abstammt und einen ungarischen Vater. Sie war im Alter von 32 Jahren Executive Officer der Gundjehmi Aboriginal Association der Mirarr, den traditionellen Landeigentümern des Gebiets, auf dem sich der Kakadu-Nationalpark befindet und in dessen unmittelbarer Nähe die Uranmine Jabiluka und die Ranger-Uran-Mine liegt. 1998 hatten die Aborigines gemeinsam mit Umweltschutzorganisationen eine friedliche Blockade des Uranbergwerks durchgeführt. Diese Blockade war eine der größten Blockaden in der Geschichte Australiens.
Jacqui Katona erhielt für ihr politisches Engagement und ihren Protest im Jahr 1999 den US-amerikanischen Goldman Environmental Prize, wie auch Yvonne Margarula.